# Heinrich Muhlius
Heinrich Muhlius (* 7. März 1666 in Bremen; † 7. Dezember 1733 in Kiel) war ein deutscher evangelischer Theologe und Generalsuperintendent im herzoglichen Schleswig-Holstein-Gottorf.

## Leben
Heinrich Muhlius wurde in Bremen am 7. März 1666 geboren und studierte zunächst an der Christian-Albrechts-Universität zu Kiel. Die Universität Leipzig verlieh ihm 1690 den Grad eines Magisters. Anschließend stellte man ihn als Professor an der Kieler Universität für griechische und morgenländische Sprachen, für Dichtkunst sowie für Homiletik. 1695 unterrichtete er nur noch die Theologie, gleichzeitig setzte man ihn als Inspektor schleswig-holsteinischer Schulen ein. Zwei Jahre darauf ernannte man ihn als Nachfolger seines Schwiegervaters Gabriel Wedderkop zum Hauptpastor der Nikolaikirche in Kiel, obwohl der Magistrat damit angeblich nicht einverstanden war. Deswegen gab er im gleichen Jahr noch sein Amt wieder ab, wurde im Gegenzug dafür jedoch sowohl herzoglich gottorpscher Generalsuperintendent, Oberhofprediger als auch Oberkonsistorialrat sowie Propst. Nebenbei behielt er eine Stelle als Professor ehrenhalber an der Universität inne, promovierte 1699 zum Doktor der Theologie und war seit 1706 mit Magnus von Wedderkop auch als Visitator der Universität tätig. Das Amt des Theologielehrers an der Universität bekleidete er seit 1708 erneut. Kurz darauf musste er nach dem Sturz von Magnus von Wedderkop jedoch das Visitator-, Inspektor- sowie das Hofprediger-Amt abgeben, Generalsuperintendent sowie Professor blieb er aber weiterhin. Nachdem Muhlius 1724 Senior der Universität geworden war.
Heinrich Muhlius hatte schon zu Lebzeiten die Muhlius-Kapelle in der Klosterkirche Bordesholm erworben, wo er nach seinem Tode im Dezember 1733 bestattet wurde.
Muhlius gehört zu den Oberhäuptern des Pietismus in Schleswig-Holstein und war in mehrere Kontroversen verwickelt, u. a. verteidigte er seinen Vorgänger Caspar Hermann Sandhagen gegen den Vorwurf seines Kollegen Josua Schwartz, einer Irrlehre anzuhängen.

## Werke
- Kurze Anzeige der falschen Beschuldigungen Dr. J. Schwarzens gegen ihn. (Schleswig 1702)
- Erörterung verschiedener jetziger Zeit erregten Materien, nebst einem Vorbericht von Dr. J. Schwarzens neulichst wider ihn herausgegebenen Tractat Chiliastische Vorspiele etc. (1705)
- Der unverfälschte Sinn unsers lieben Vaters D. Martini Lutheri, in dem bestrittnen Lehr-Satze von der würcklichen Seeligkeit der Gläubigen alhier in diesem Leben untersuchet und aus allen seinen Schrifften füglich zusammengetragen (Kiel 1708)
- De eo quod iustum est circa religionem et libros nos symbolicos (1713)
- Dissertationes historico-theologicae (Kiel 1715)
- Die Nach dem Fürbild ihres Haupts und Heilandes geschmähete, und wieder einige Lästerungen Verthädigte Evangelische Lutherische Kirche (Hamburg 1720)
- Abgenötigte Verteidigung und Rettung der Evangelischen Lutherischen Wahrheit (Hamburg 1721)